# 金弼淳
金弼淳（韓語：김필순，1878年6月25日—1919年9月1日），朝鲜半岛最早拥有行医执照的西医，世福兰斯医学院最早的韩方负责人，韩国独立运动家，中国第一位影帝金焰的父亲。:30-33:156-157:175 ，韩国国家报勋处2023年2月独立运动家。

## 出身
金弼淳1878年出生于朝鲜黄海道长渊郡的松川。他的祖父原本是在汉城任参判，后因不满朝廷外戚专权而辞官隐居松川。他的祖父组织周边庶民经过十年的开垦，将原本一片荒地的松川变成了一个人口过千的富裕村子:68-69。松川后因金家的亲家徐景祚与其兄徐相仑的到来而成为朝鲜基督教的摇篮。徐相仑原本是位平安道义州的商人。在满洲做人参生意时，他患上伤寒，被一位苏格兰联合长老会牧师救助，后入基督教。他将满洲的中文《圣经》翻译成朝鲜语，在朝鲜散发。由于朝鲜当时禁止基督教，他因此被捕入狱。徐相仑从监狱逃出后与弟弟徐景祚一起来到松川，在此建起朝鲜最早的基督教堂，悄悄传教:51。
1882年，美国和朝鲜签订《朝美友好通商条约》。之后，美国传教士安德伍德开始在朝鲜传播基督教。安德伍德想找个只说朝鲜语的地方，徐相仑便把他从汉城接到松川。此后来朝鲜传教的外国传教士也都照例先到松川学习朝鲜语，学吃朝鲜饭。这些外国传教士寄宿在徐、金两家。他们不仅传教，还带来西方医疗器械，为村民检查身体，免费治疗疾病。金弼淳因此从小就接触到西医和西方文化。十六岁时，曾寄宿在他家的安德伍德给他做了洗礼。:50-52

## 投身西医

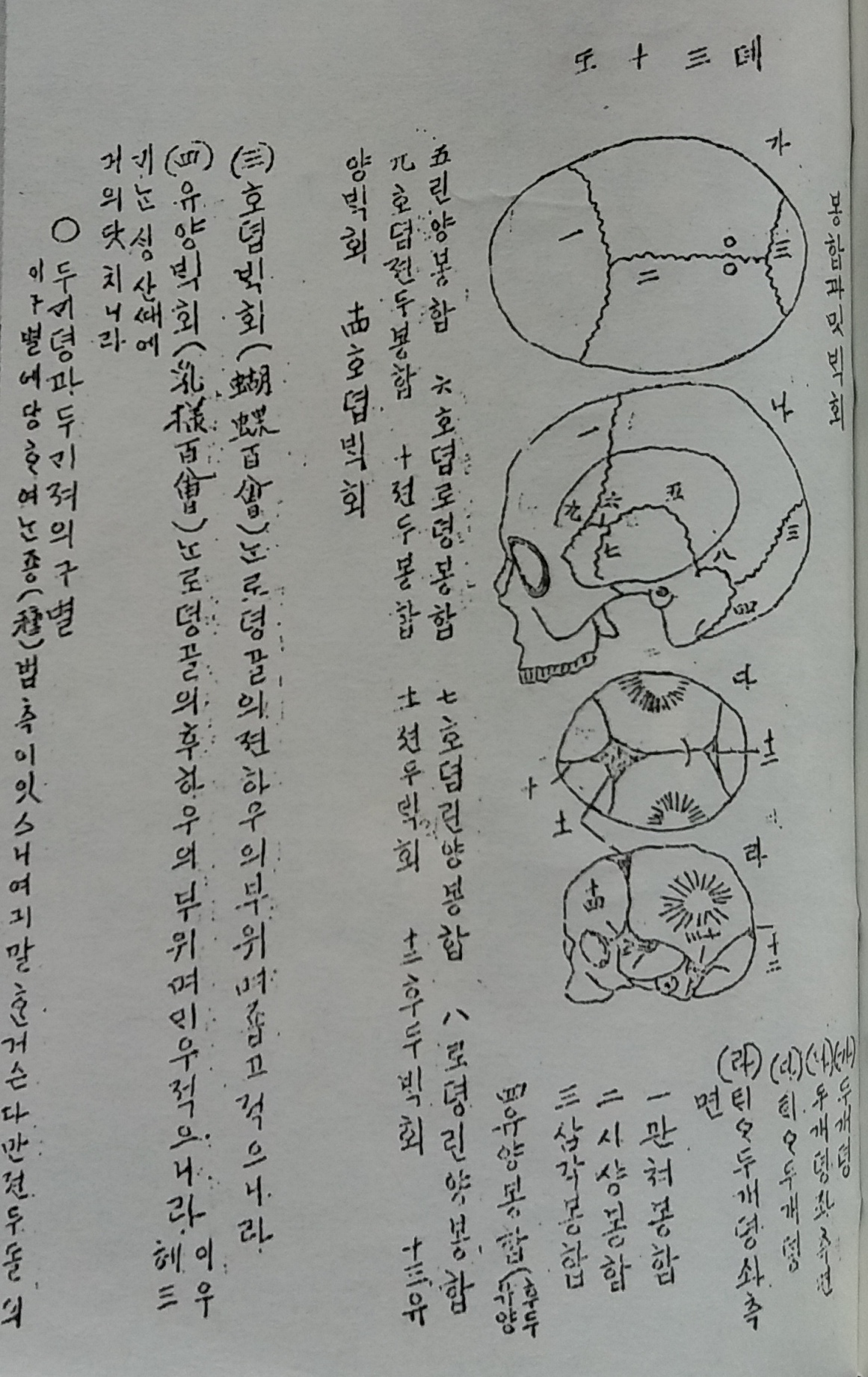
由金弼淳翻译济众院出版的解剖学

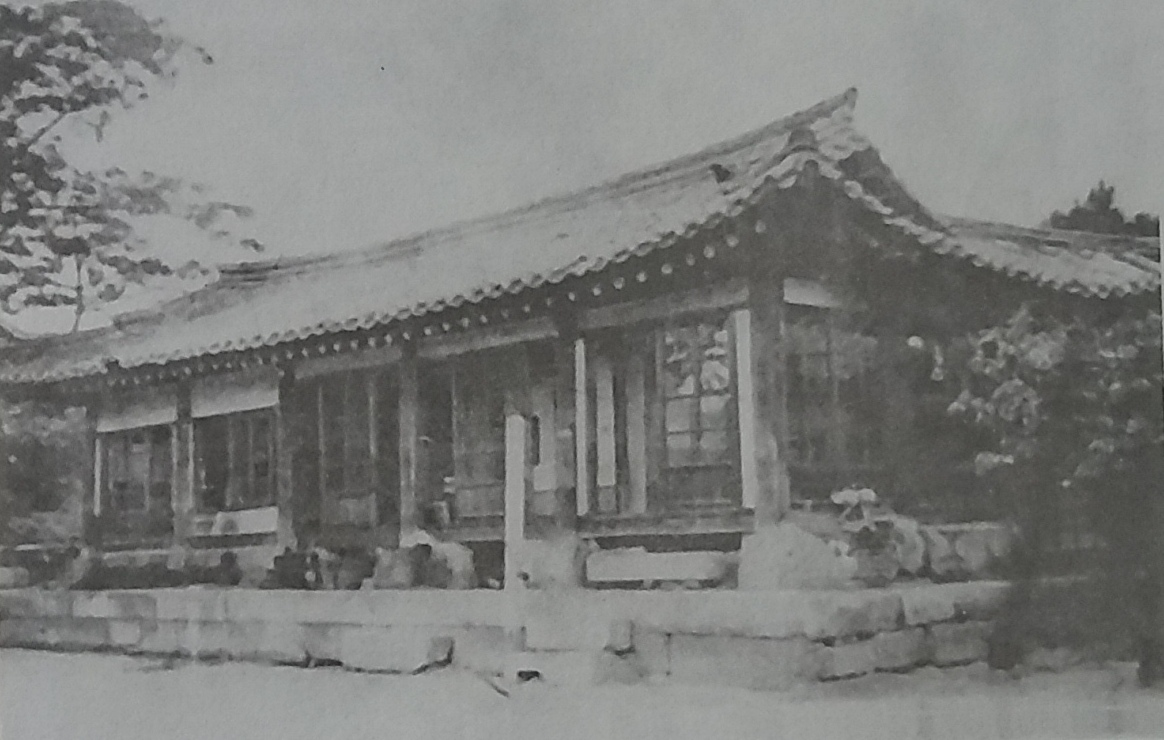
1885年由广惠院改建后的济众院

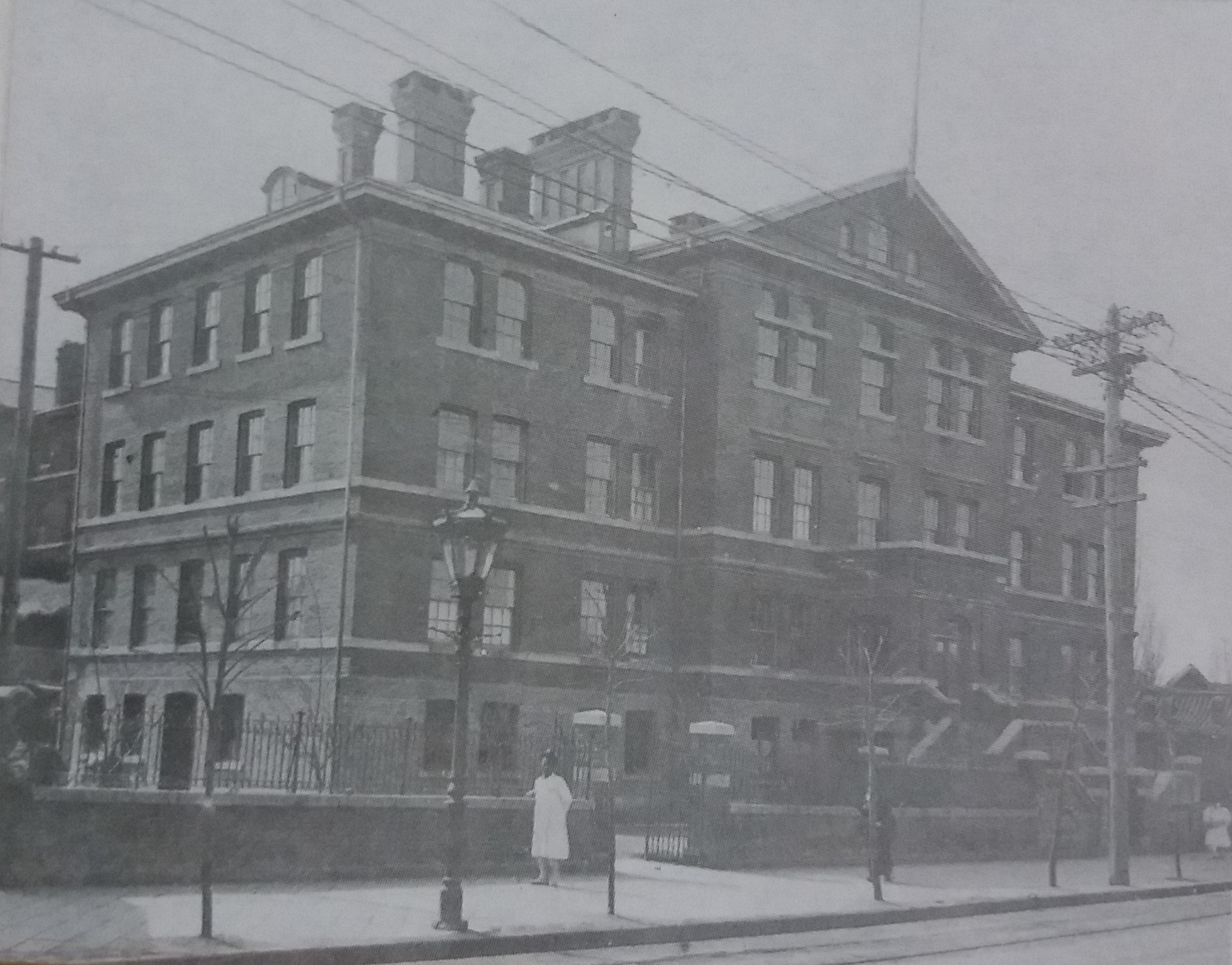
世福兰斯医院

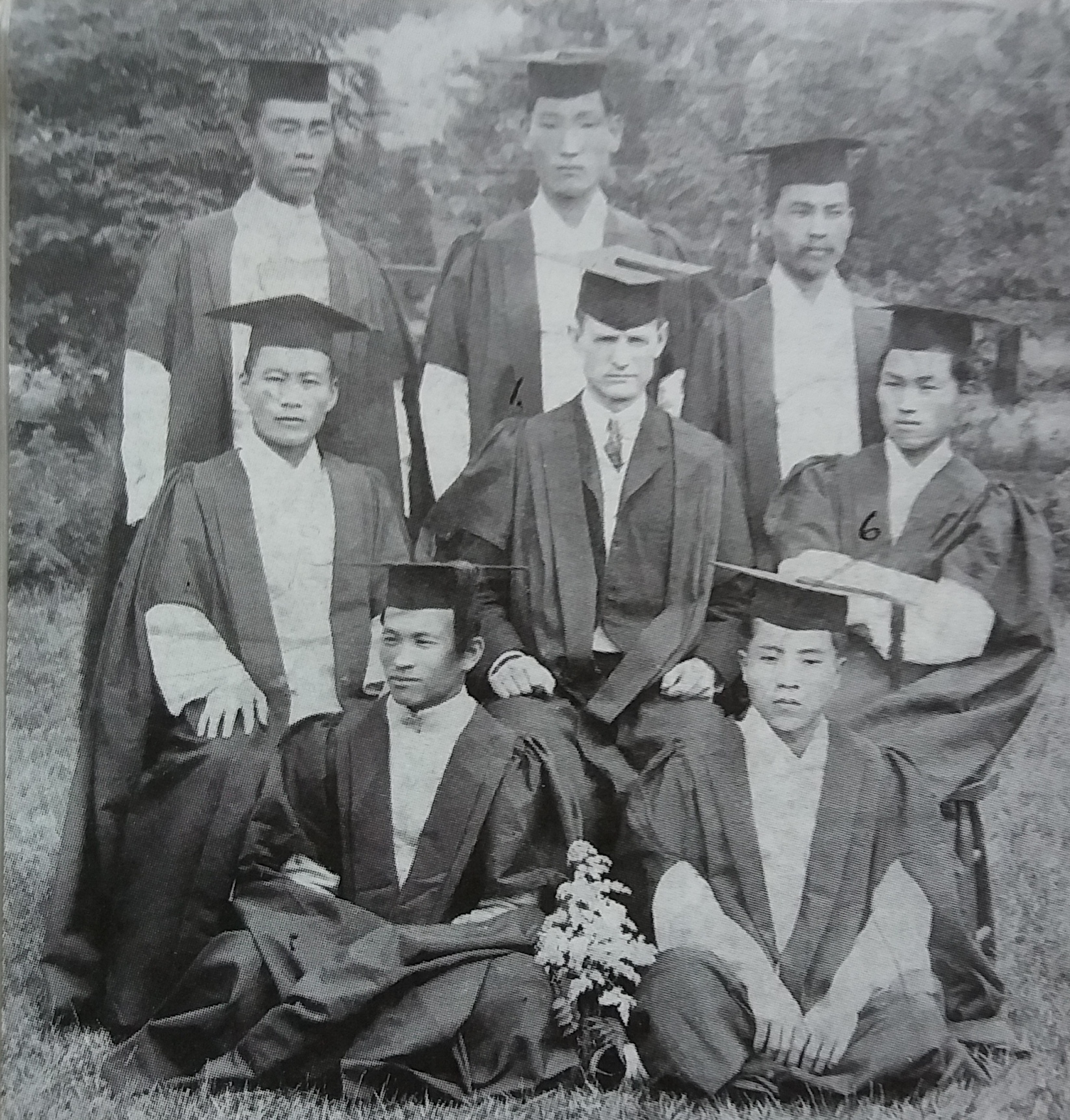
世福兰斯医科学学校教授与第一届7名毕业生（后排左一是金弼淳）

十七岁的时候，金弼淳与徐家的两个儿子在安德伍德的资助下到汉城培材学堂接受新式教育，寄宿在安德伍德家。从培材学堂毕业后，金弼淳在济众院医科学校学习西医。这所医院由与安德伍德同时来朝鲜的加拿大医生奥利弗·艾维森开办。艾维森是朝鲜高宗的太医。他希望通过开办西医医院和学校在朝鲜推广西医技术。由于能说一口流利的英语，金弼淳在济众院医科学校学习时被聘为学校的翻译，帮助艾维森将英文医学书籍翻译成韩文。他同时也是低年级学生的讲师。:53-57
作为艾维森的助手，金弼淳还参与济众院的发展建设。在他的提议下，医院建起了正规的食堂:56。美国富商世福兰斯资助济众院建设现代化新院后，金弼淳又成了朝鲜半岛首家现代医院世福兰斯医院的主要策划者之一。日俄战争爆发后，由于建筑原材料价格暴涨，建设承包商放弃了承包。医院只好自己购买建筑材料，继续施工。金弼淳除了上课，就和医院的设计师，来自加拿大多伦多的戈登几乎住在医院的工地上。医院初步竣工的时候，赞助商世福兰斯来到新建的医院视察。金弼淳还负责翻译工作:54-59。
1908年，金弼淳从世福兰斯医科学校毕业后，成为朝鲜半岛最早拥有行医执照的7位西医之一，并被留校正式聘为教授，不久又被聘为世福兰斯医科学校的韩方负责人。艾维森希望将医院的经营权慢慢移交给金弼淳和当地医生，这样即使他离开朝鲜，世福兰斯医院和医科学校仍然可以继续运作、发展。:57-58

## 参加独立运动
金弼淳来汉城后结识一批韩国独立志士，与安昌浩是拜把兄弟。1905年日俄战争结束后，日本强迫朝鲜签订《乙巳条约》。安昌浩随即从美国回国开展救国运动，次年与梁起铎、申采浩、金九等人成立了秘密救国组织“新民会”。金弼淳是新民会的核心会员之一。由于他住在西方传教士医院的宿舍，他的家因此成了独立志士的安全聚点。此外，他还对新民会核心成员提供活动资金。:58-59
1907年8月1日，日本强行解散朝鲜军队，引发大规模的反日义兵运动。义兵与日军展开激烈巷战。受伤的义兵誓死都不愿去当时日本人在汉城开设的“大韩医院”。世福兰斯医院很快被大量伤员占满。由于人手不够，金弼淳动员他的母亲让还没出嫁的妹妹和侄女们出来不分昼夜地护理伤员十多天。她们此后也都投身韩国独立运动。这在当时儒家封建思想禁锢的朝鲜是破天荒的:58-59。新民会亲眼目睹了朝鲜军队被日本人解散的过程，最后决定到鸭绿江以北的通化建立独立军基地:61。

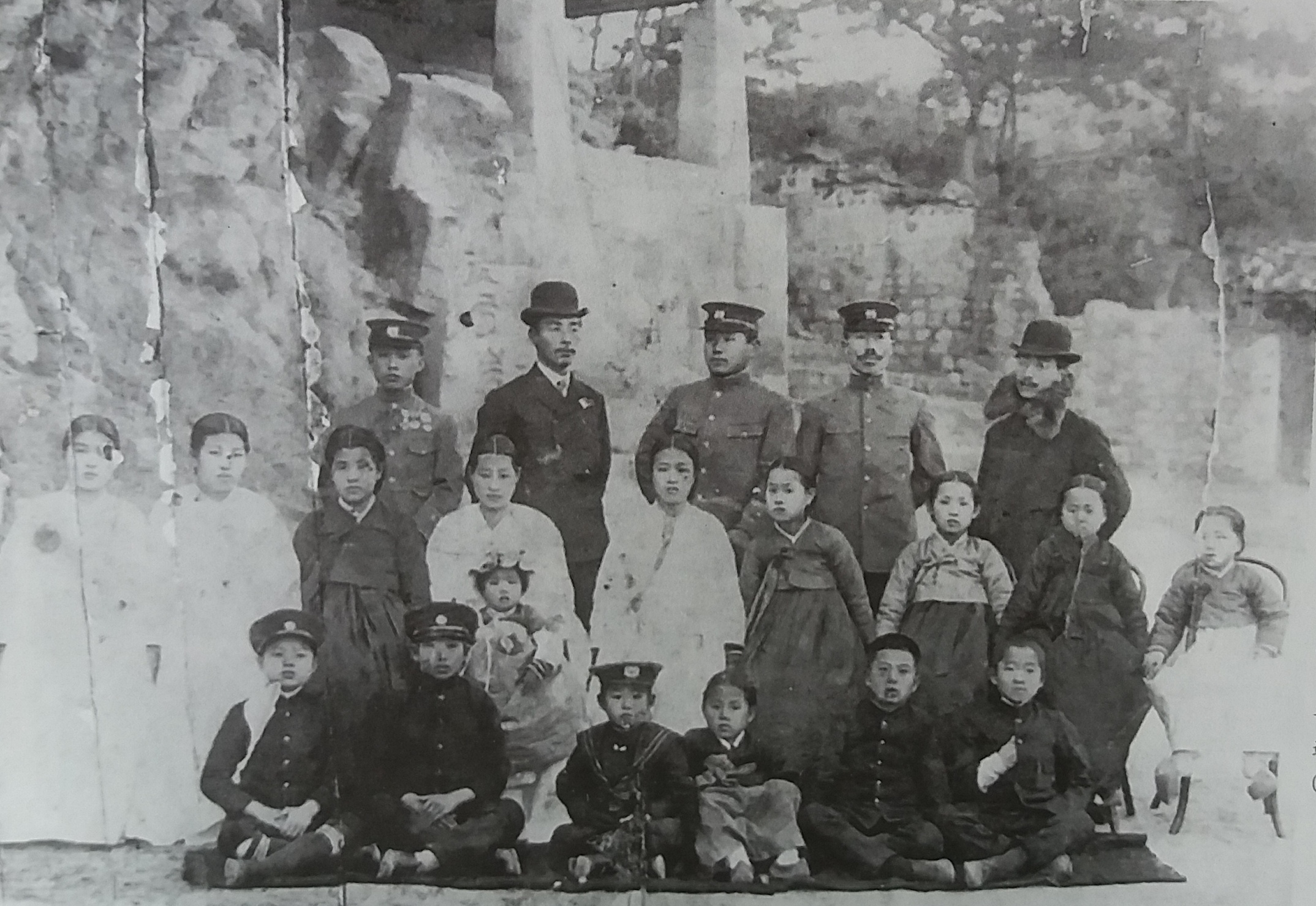
金弼淳家族与韩国抗日志士（1909年）

1909年安重根击毙伊藤博文后，安昌浩因涉嫌与此事有关在开城入狱三个月，后流亡中国。安重根的堂弟安明根开展了铲除李完用亲日派的斗争，并准备从朝鲜富商那里筹钱在间岛建立独立军，遭到告发，被捕入狱。日本人之后捏造新民会计划暗杀当时朝鲜总督寺内正毅，认为新民会是在金弼淳家中密谋此事，并得到金弼淳的资助。一位曾患阑尾炎得到金弼淳救助的日本警察，在偷听到此事后，深夜跑到金弼淳家给他通风报信。金弼淳无奈于1911年12月31日当天深夜以到新义州出急诊为名，流亡中国东北。:45-57:7

## 流亡中国
金弼淳到达新义州后，连夜渡过鸭绿江，后经安东到达通化。通化聚集着从朝鲜逃亡来的朝鲜人，但没有一家医院和医生。他于是在通化开了家医院，并准备以间岛为中心建设朝鲜人理想村。医院的经营举步维艰，但他还是把大部分收入用于资助韩国独立军和李东宁与李会荣开设的朝鲜武官学校。:625-63
1912年夏，金焰的母亲带着一家人从汉城搬到通化。为了方便行医和支持独立运动，金弼淳入了中国国籍。为摆脱日本人的势力，金弼淳不断举家北迁，最终搬到北满日本势力之外的齐齐哈尔。当时的齐齐哈尔荒凉而贫瘠，金弼淳在此重新开了家医院，并购买了一百三十多里的荒地建设理想村。有三十多户三百多人跟着他来到齐齐哈尔共同建设理想村。李东宁和李会荣也将朝鲜武官学校从通化搬到了理想村。经过两年的建设，一个具备医疗、教育，自给自足的朝鲜人理想村颇具规模。:625-63:9
1918年1月，时任美国总统威尔逊在美国国会演说时提出十四点和平建议。其提出的“公正处理殖民地问题”观点使韩国独立运动遭到打压。韩国独立志士决定让金弼淳的妹夫金奎植赴巴黎参加1919年1月18日的巴黎和会，争取国际社会对韩国独立的支持。金弼淳为此专程从齐齐哈尔来到南京，与徐丙浩一起为妹妹金淳爱和金奎植举行了简单的婚礼，并为金奎植提供去巴黎的路费。此后，徐丙浩、金淳爱和金弼淳的侄女金玛利亚回到韩国积极为三一运动做准备，以声援参加巴黎和会的金奎植。金玛利亚还因此被捕入狱:75-88。金弼淳与李东宁、李会荣等人也在在满洲开展了独立宣言运动:87。

## 被日本间谍暗杀
为了摆脱日本人的监视，金弼淳在齐齐哈市立医院当医生，一家人从理想村搬了出来，住在中国人聚居的市立医院宿舍里:127-128。他因此需要一个助手帮助打理理想村的诊所。1919年秋天，有位在通化参加金弼淳抗日团体的人被捕入狱后得上结核病。日本人见他身体无法好转就放了他。此人出狱后来到齐齐哈尔投靠金弼淳，但是几天后就死了。此后，金弼淳的诊所里来了一位不请自来的日本助手。由于雇佣日本人可以使诊所在表面上看上去和韩国独立军没有关系，急需助手的金弼淳就收留了这位日本人。但这人其实是尾随而来日本间谍。一天，金弼淳连做了两个手术，非常疲劳。日本助手便叫护士送了杯牛奶给他。金弼淳喝了牛奶后感觉很不舒服，最终被护士和助理搀扶回了家。第二天，金弼淳的身体变得更糟，日本助手又给他服用了一片药，结果不久金弼淳就中毒而死。蒙在鼓里的金弼淳家人和医院的医务人员才恍然大悟，但这时那位日本间谍已经早已逃之夭夭。:88-91:9
金弼淳后被韩国政府追认为韩国独立运动功臣:32。

## 家庭
- 父亲金圣蟾[1]:32
- 母亲安圣恩[1]:32

金奎植与金淳爱在南京的结婚照

  - 妹妹金弼礼（1891-1983年）：教育家，宗教领袖，韩国YWCA创办人，大韩民国建国勋章木莲章，韩国YWCA功勋奖松庵功勋奖[1]:32。
  - 妹妹金淳爱（朝鲜语：김순애）（1889-1996年，金奎植的夫人）：新韩青年党理事，上海大韩爱国夫人会代表，大韩红十字会结成理事，韩国爱国夫人会重建主席，大韩民国建国勋章独立章[1]:32。
  - 妹妹金求礼：新韩青年党党首徐丙浩（朝鲜语：서병호 (1885년)）的夫人[1]:32。
  - 侄女金玛利亚（英语：Maria Kim）（1892-1944年）：韩国女性独立运动家，三一运动注册主动者，大韩民国爱国夫人会会长，1930年美国槿花会会长，大韩民国建国勋章独立章[1]:33。
- 妻子郑京顺（1875-1953年）：1912年夏携全家来通化投靠三个月前流亡中国的金弼淳[1]:67，日本无条件投降后和女儿金炜那回到了朝鲜平壤，后因肝癌病逝[1]:253。
  - 长子金德奉（金煐，1900-1937年）：加拿大世福兰斯医院龙井分院济昌医院院长，安东医院院长，在丹东当外科医生时去世[1]:30-33。
  - 次子金德虎（金燱，1908-1983年）：齐齐哈尔医生，子孙至今仍生活在齐齐哈尔和吉林省[1]:30-33。
  - 三子金德麟（金焰，1910-1983年）：中国首位影帝[1]:30-33。
  - 四子金德象（金刚，1911-1984年）：日本投降后，回到韩国，1974年移民美国[1]:30-33。
  - 五子金德鸿（金绍於，1914-1936年）：高中毕业后，离家寻找抗日队伍，后参加国民党第十九路军，22岁时病逝 [1]:30-33。
  - 长女金佑铭（金炜那，1915-？）：抗日活动家，日本投降后，回到朝鲜，任朝鲜翻译局次长[1]:30-33。
  - 次女金孝奉（金路，1919- ）：抗日战争前加入八路军，在延安任军政学校教授，新闻记者，现居住在北京[1]:30-33。